# Reprezentacja Wysp Salomona w piłce nożnej mężczyzn
Narodowa drużyna piłkarska Wysp Salomona jest kontrolowana przez SIFF (Federację Piłkarską Wysp Salomona, ang. Solomon Islands Football Federation). Bez większych sukcesów na arenie międzynarodowej. Do tej pory nie uczestniczyła w Mistrzostwach Świata. Najbliżej awansu do tej imprezy była w 2005 roku, kiedy przegrała w III rundzie eliminacji w decydującym dwumeczu z Australią (0:7 i 1:2).
Ekipa pięciokrotnie brała udział w Pucharze Narodów Oceanii, trzykrotnie stając na podium (II miejsce w 2004, III miejsce w 1996 i 2000 roku).
Świat usłyszał o reprezentacji Wysp Salomona w 2004 roku, kiedy to podczas Pucharu Narodów Oceanii (będącego zarazem eliminacjami do Mistrzostwa Świata) reprezentacja Wysp Salomona uplasowała się w tabeli na drugiej pozycji (dzięki remisowi 2:2 z faworyzowaną Australią), wyprzedzając Nową Zelandię. W finałach tej imprezy (niebędących już częścią eliminacji do mundialu), ekipa uległa w dwumeczu Australii 0:6 i 1:5, był to jednak historyczny wyczyn reprezentacji tego małego wyspiarskiego kraju.
Szansa do rewanżu nadarzyła się w rundzie Play Off eliminacji Mistrzostw Świata, gdzie Wyspy Salomona i Australia spotkały się w decydującym dwumeczu. W pierwszym meczu rozegranym na wyjeździe ulegli The Socceroos aż 0:7, zaś w rewanżu, który można nazwać meczem o pietruszkę, u siebie w Honiara ulegli Australijczykom 1:2.
Wyspy Salomona zajmują obecnie 4. pozycję w Oceanii (lipiec 2015).
Obecnym selekcjonerem kadry Wysp Salomona jest Felipe Vera-Arango.

## Druga runda

### Grupa
| Miejsce | Drużyna           | Mecze | Punkty | Zwyc. | Rem. | Por. | Bramki |
| ------- | ----------------- | ----- | ------ | ----- | ---- | ---- | ------ |
| 1       | Nowa Zelandia     | 3     | 7      | 2     | 1    | 0    | 4-2    |
| 2       | Wyspy Salomona    | 3     | 5      | 1     | 2    | 0    | 2-1    |
| 3       | Fidżi             | 3     | 2      | 0     | 2    | 1    | 1-2    |
| 4       | Papua-Nowa Gwinea | 3     | 1      | 0     | 1    | 2    | 2-4    |

## Trzecia runda
Trzecia runda kwalifikacji rozgrywana była pomiędzy półfinalistami Pucharu Narodów Oceanii 2012 w terminie od 7 września 2012 do 26 marca 2013. Mecze rozgrywane były systemem "każdy z każdym" mecz i rewanż. Najlepsza drużyna uzyskuje awans do barażu interkontynentalnego.
| Miejsce | Drużyna        | Mecze | Punkty | Zwyc. | Rem. | Por. | Bramki |
| ------- | -------------- | ----- | ------ | ----- | ---- | ---- | ------ |
| 1       | Nowa Zelandia  | 6     | 18     | 6     | 0    | 0    | 17-2   |
| 2       | Nowa Kaledonia | 6     | 12     | 4     | 0    | 2    | 17-6   |
| 3       | Tahiti         | 6     | 3      | 1     | 0    | 5    | 2-12   |
| 4       | Wyspy Salomona | 6     | 3      | 1     | 0    | 5    | 5-21   |

## Udział wMistrzostwach Świata
- 1930 – 1978 – Nie brały udziału (były brytyjskim protektoratem)
- 1982 – 1990 – Nie brały udziału
- 1994 – 2022 – Nie zakwalifikowały się

## Udział wPucharze Narodów Oceanii
- 1973 – Nie brały udziału (były brytyjskim protektoratem)
- 1980 – Faza grupowa
- 1996 – III miejsce
- 1998 – Nie zakwalifikowały się
- 2000 – III miejsce
- 2002 – Faza grupowa
- 2004 – II miejsce
- 2008 – Nie zakwalifikowały się
- 2012 – IV miejsce
- 2016 – III/IV miejsce